# 왈리스 푸투나
왈리스 푸투나(프랑스어: Wallis-et-Futuna 왈리스 에 푸투나[*]), 공식적으로 왈리스 푸투나 제도(프랑스어: Territoire des îles Wallis-et-Futuna 테리투아르 데 일레 왈리스 에 푸투나[*])는 프랑스의 해외 속령이다. 오세아니아의 폴리네시아에 위치하고 있으며 하와이에서 뉴질랜드로 가는 길의 약 2/3 되는 지점에 있다. 1767년 영국인 새뮤얼 월리스에 의하여 발견되었으나 1842년에 프랑스의 식민지가 되어 오늘에 이르고 있다. 면적은 왈리스섬 159km2, 푸투나섬 115km2로 총 274km2이다.
영토는 왈리스, 푸투나, 알로피의 세 섬과 20여 개의 작은 섬을 포함하고 있으며, 주도는 가장 인구가 많은 왈리스 섬의 마타우투(Mata-Utu)이다. 숲이 우거진 고원지대인 푸투나는 계속되는 벌목으로 삼림이 황폐해지고 계곡이 낮아지고 있으며, 알로피섬은 식수가 없어서 무인도로 남아있다.

## 인구와 주민
주민의 대부분은 폴리네시아인이며 로마 가톨릭교회를 신봉하고 있다. 통용되는 화폐는 프랑(CFP franc)이며, 공용어는 프랑스어이고 가장 많이 쓰이는 언어는 왈리스어와 푸투나어이다. 기후는 11월~4월은 뜨거운 우기, 5월~10월은 차가운 건기이다. 연평균 강우량은 2,500~3,000mm이며 평균습도는 80%, 연평균기온은 25~28℃이다.
전체 섬의 5%만이 경작할 수 있다. 인구의 80%가 코코넛, 빵나무, 타로, 바나나, 파인애플, 오렌지 경작 등의 농업과, 돼지, 염소 사육 등의 축산업, 어업에 종사하고 있다.

## 같이 보기
- 프랑스의 행정 구역